# Tsuga (arbore)
Tsuga, (Tsuga canadensis L. Carr.), (cucuta de est, cucuta canadiană sau molidul de Canada) este o specie de conifere nativă estului Americii de Nord. De asemenea, este arborele de stat al Pennsylvaniei.
Cucuta estică se dezvoltă bine în umbră și are o durată lungă de viață, cel mai vechi exemplar înregistrat, se află în Tionesta, Pennsylvania, având cel puțin 554 de ani. Copacul ajunge înălțimea de aproximativ 31 de metri, însă unele exemplare au atins înălțimi de până la 53 de metri. Diametrul mediu al trunchiului constituie 1,5–1,75 metri.

## Galerie

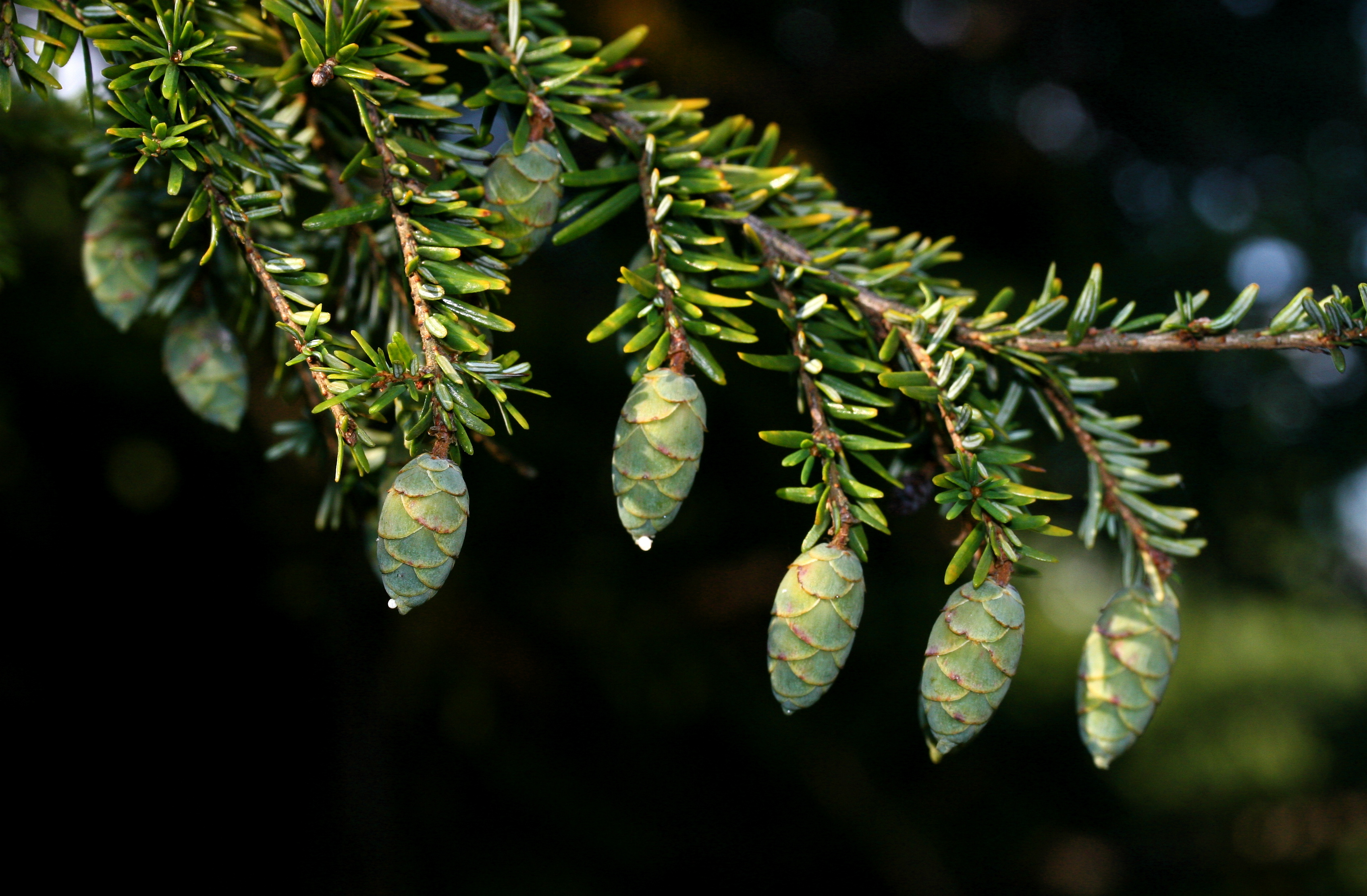
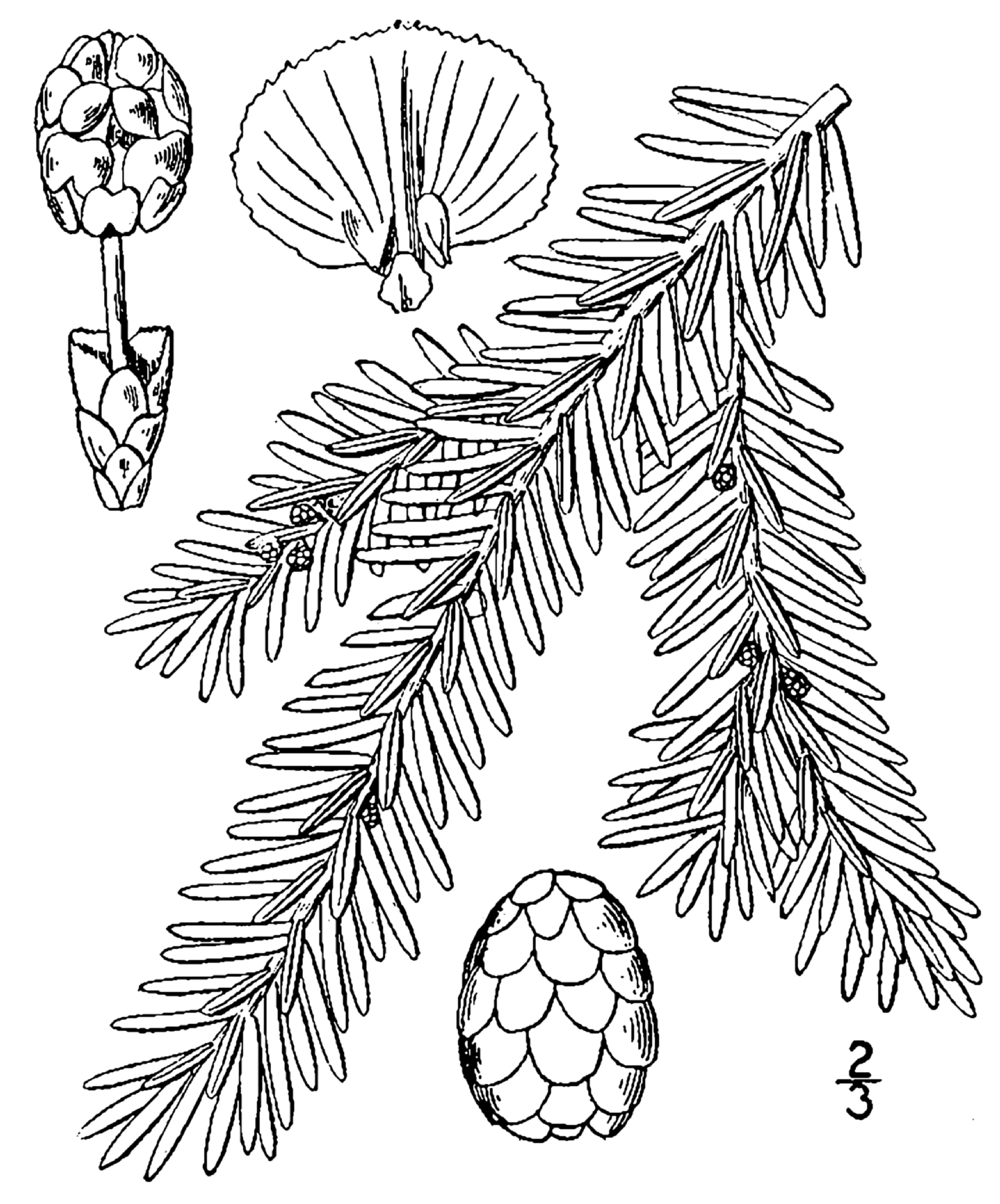
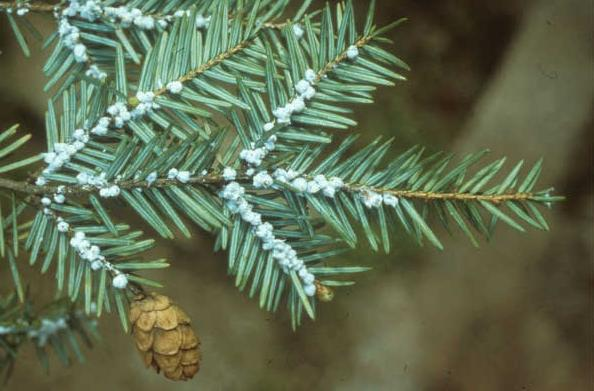
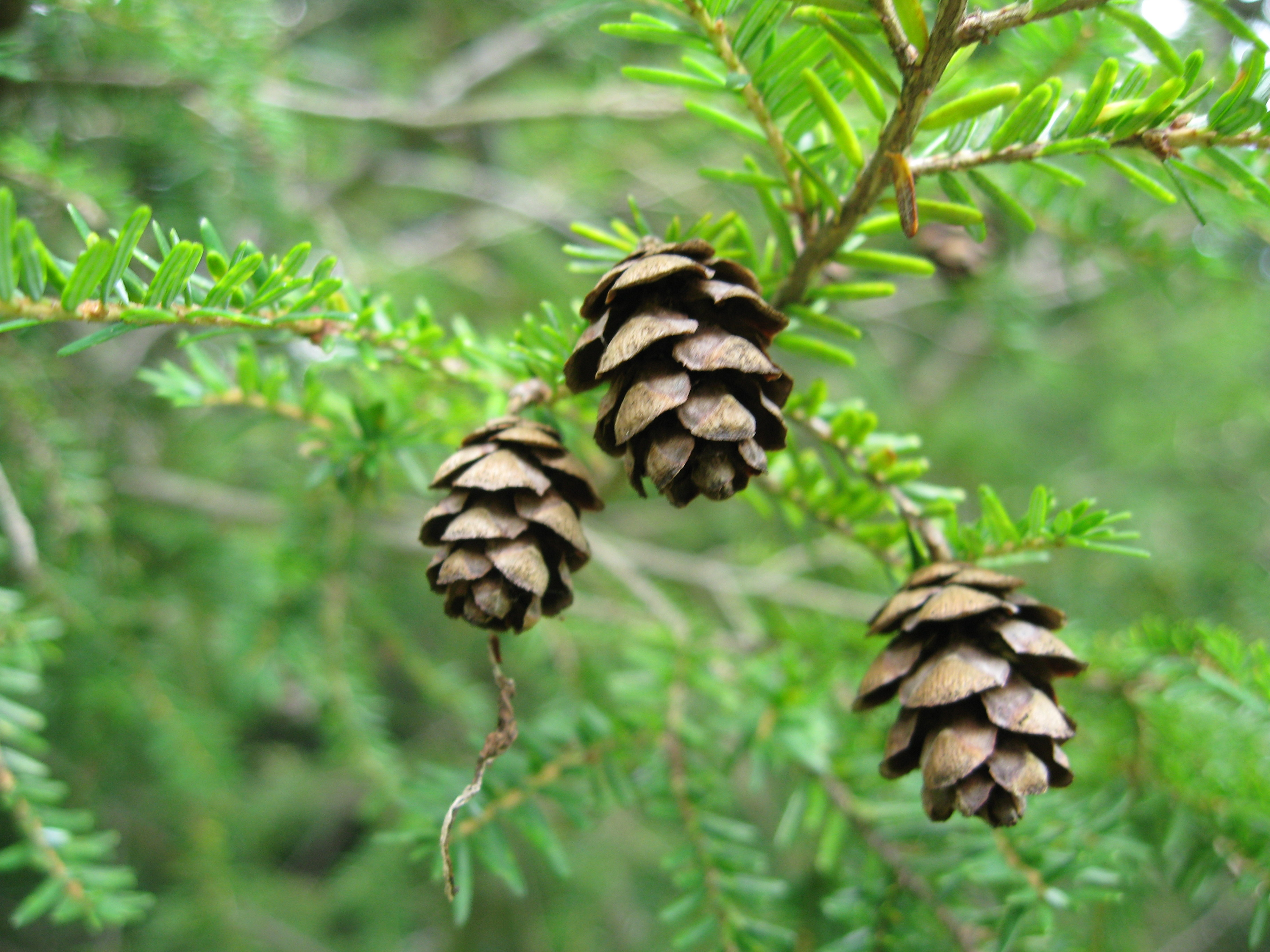
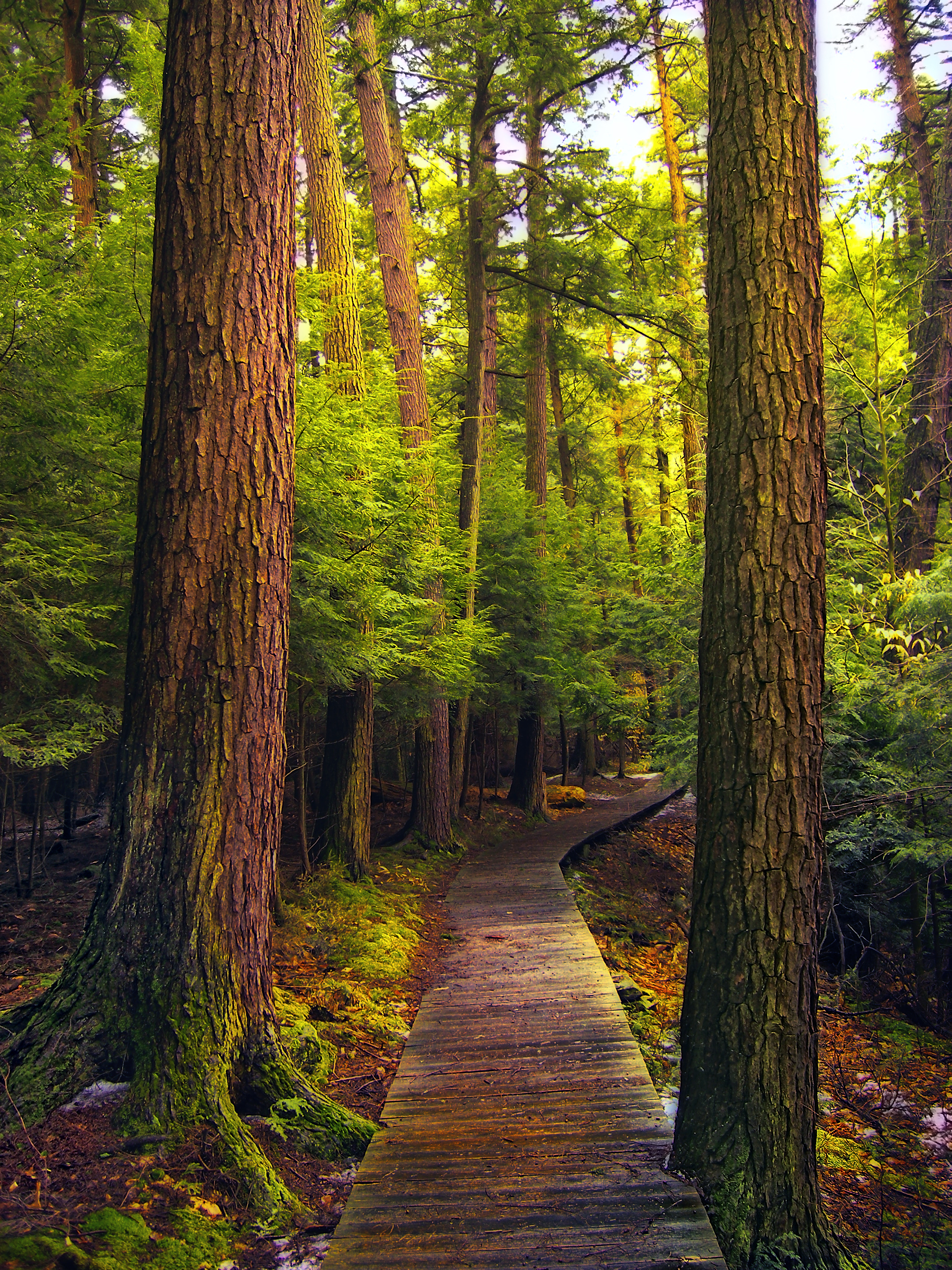